# Microvalgus emarginatus
Microvalgus emarginatus är en skalbaggsart som beskrevs av Franz Antoine 1993. Microvalgus emarginatus ingår i släktet Microvalgus och familjen Cetoniidae. Inga underarter finns listade i Catalogue of Life.